# خون (فیلم ۲۰۰۰)
«خون» (انگلیسی: Blood (2000 film)) فیلمی در ژانر ترسناک است که در سال ۲۰۰۰ منتشر شد.